# Джордж и тайны Вселенной
«Джордж и тайны Вселенной» (англ. George's Secret Key to the Universe, букв. «Тайный ключ Джорджа к Вселенной») — детская научно-познавательная приключенческая повесть, написанная Люси Хокинг и её отцом, астрофизиком Стивеном Хокингом при участии Кристофера Гальфара и в увлекательной форме знакомящая читателей с устройством Вселенной и Солнечной системы, а также физикой чёрных дыр. Книга была опубликована в октябре 2007 года и стала первой в цикле из шести повестей о приключениях школьника Джорджа из Англии. Проиллюстрирована Гарри Парсонсом. В книге имеется множество научно-популярных информационных вставок, а также вклеек с цветными фотографиями планет и других космических объектов.
Книга переведена на множество языков. Русский перевод сделан в 2008 году.

## Сюжет
Третьеклассник Джордж, родители которого выступают за защиту окружающей среды и опасаются научных изобретений, знакомится с поселившейся по соседству девочкой Анни и её отцом Эриком. Эрик — учёный-физик, и он рассказывает Джорджу о планетах и устройстве Вселенной. Дома у Эрика находится «Космос» — самый мощный в мире компьютер, который может проецировать экран с изображением космического пространства. Для Джорджа, который давно мечтает о компьютере (его не разрешают купить родители) и мало знает о космосе, это становится настоящим откровением, и он начинает часто бывать у соседей. Однажды, когда Эрика нет дома, Анни показывает Джорджу, на что ещё способен «Космос»: он может открыть портал в открытый космос, куда можно выйти в скафандре, а затем, также через портал, вернуться на Землю. Анни с Джорджем выходят в космос, садятся на комету и путешествуют мимо Сатурна и Юпитера, попадая под астероидный дождь и теряя связь с «Космосом», однако Эрик спасает и возвращает их.
В школе на уроке самого вредного преподавателя по имени Закари Линн (которого дети называют Злинн) Джордж случайно проговаривается о том, что у его соседа есть суперкомпьютер. Оказывается, Злинн давно разыскивает Эрика, чтобы завладеть Космосом для своих целей: он хочет переселиться один на другую планету и создать там новую форму жизни, а людей на Земле предоставить самим себе. Эрик же со своими коллегами, объединёнными в Братство научных исследований во благо человечества, ведёт поиск экзопланет, которые в будущем могли бы стать новым домом для землян. Джордж не успевает сообщить Эрику, что случайно рассказал о Космосе Злинну. Эрик получает записку, в которой ему сообщают об обнаружении планеты, идеально подходящей для жизни. Он тут же выходит в открытый космос вместе с Джорджем, однако записка (которую передал Злинн) была ловушкой: Эрик попадает в чёрную дыру, спасая Джорджа, который обнаруживает, что «Космос» украден Злинном.
В последней книге Эрика Джордж находит что Эрика можно спасти из чёрной дыры благодаря излучению Хокинга. С помощью Анни и её мамы Джорджу удаётся проникнуть в дом Злинна и подключить «Космос», который извлекает Эрика из чёрной дыры («собирая» его по частицам, излучаемым дырой) и возвращает на Землю. После этого Джордж в компании Анни и её семьи успевает в школу на конкурс научных докладов, где рассказывает о Вселенной и получает первый приз — компьютер, о котором он давно мечтал. Его отец, также присутствующий на докладе, убеждается, что природозащитная деятельность и наука не противоречат друг другу и соглашается с тем, чтобы Джордж пользовался компьютером. Злинн оказывается бывшим членом Братства, изгнанным из него за нарушение его принципов. Семьи Джорджа и Анни знакомятся и решают дальше бороться за спасение Земли совместно.

## Отзывы
По словам Люси Хокинг, авторы «решили писать об астрофизике через историю о маленьком мальчике по имени Джордж, который переживает сразу целую серию приключений в космосе. (…) История про Джорджа состоит из его приключений на Земле и его похождений за порогом этой двери в других уголках мира. В книге описано, как он видит что-то, узнает какие-то вещи, потом возвращается на землю с новыми знаниями и применяет их, чтобы решить здесь свои проблемы».
Книга получила смешанные отзывы. Её называли блестящим образцом популяризации, который позволит вызвать интерес к физике у юных читателей, но вместе с тем отмечалось, что в основном сюжете книги законы физики нередко нарушаются, и сам сюжет является не вполне естественным. По мнению Андрея Бабицкого, при популяризации науки «необходимо в первую очередь объяснять принципы научного познания и лишь после этого излагать факты», поэтому «впаривая юному натуралисту одновременно с чёрными дырами всесильный компьютер, создающий в гостиной порталы нуль-транспортировки и произвольно ускоряющий время, Люси и Стивен Хокинг занимаются интеллектуальным вредительством».
Лев Данилкин отмечает, что в сюжете книги (спасение Эрика из чёрной дыры) важную роль играет феномен, открытый самим Хокингом и названный его именем («излучение Хокинга»): «что ж, всё в дом: сам открыл — сам сдал в детскую книжку». В качестве одной из загадок критик упоминает тот факт, что Анни говорит о своей маме, будто та работает балериной в Большом театре в Москве: объяснения отсылки к Москве в тексте найти не удаётся.

## Другие книги серии
- «Джордж и сокровища Вселенной» (2009)
- «Джордж и Большой взрыв» (2011)
- «Джордж и код, который не взломать» (2014)
- «Джордж и ледяной спутник» (2016)
- «Джордж и корабль времени» (2019)